# St-Jean-Baptiste (Ampoigné)

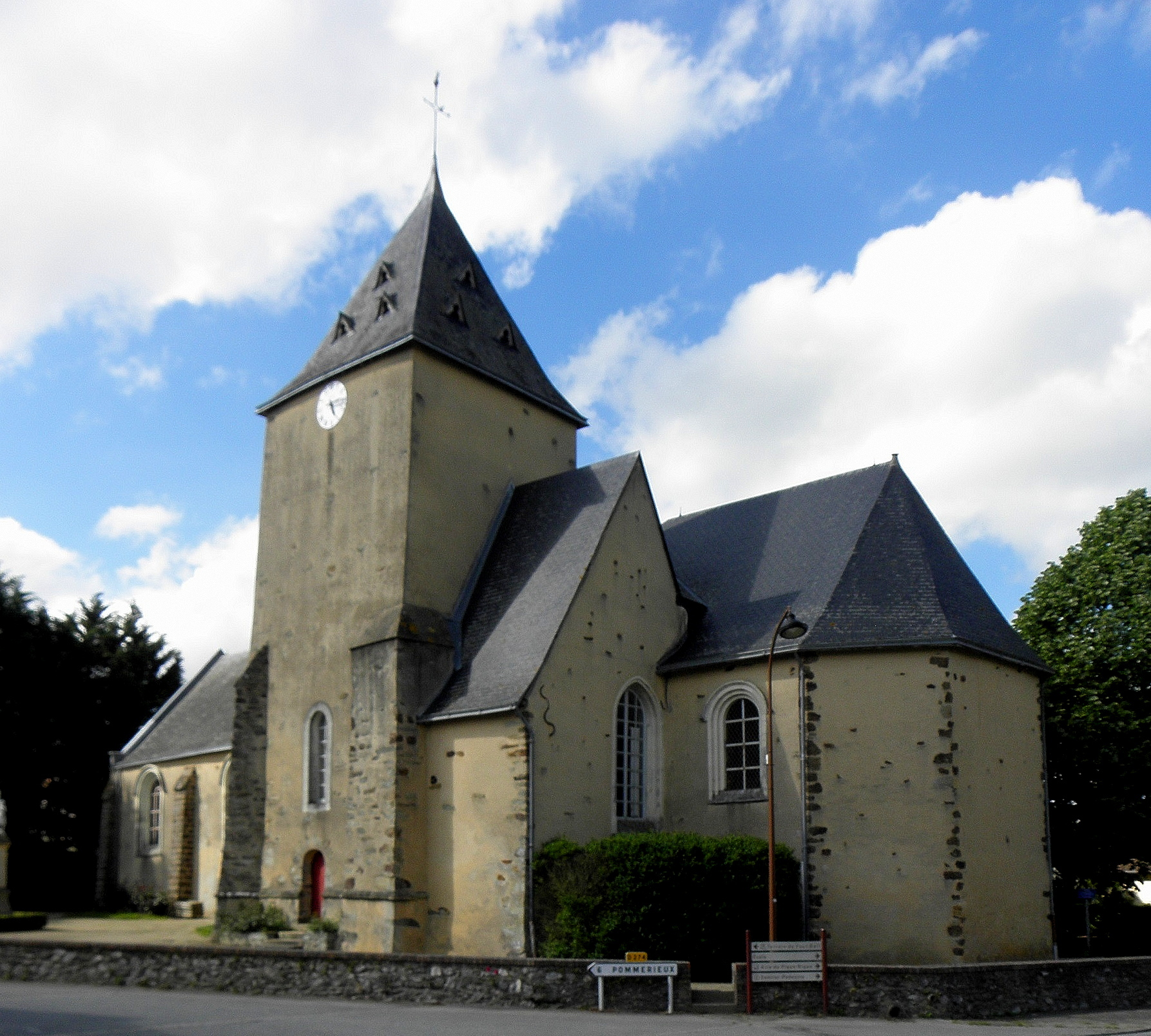
Die Pfarrkirche Johannes-der-Täufer-Kirche in Prée-d’Anjou

Die römisch-katholische Pfarrkirche St-Jean-Baptiste (deutsch: St. Johannes-der-Täufer) ist ein Kirchengebäude in Ampoigné, einem Ortsteil der Gemeinde Prée-d’Anjou im französischen Département Mayenne.

## Geschichte und Gestaltung
Die Kirche St-Jean-Baptiste geht im Kern auf das 12. und 15. Jahrhundert zurück. Das langgestreckte einschiffige Langhaus wird von einer Holztonne überwölbt. Der Glockenturm erhebt sich südlich im Winkel von Langhaus und Chorraum. Dem Turm ist im Osten eine Kapelle angefügt. Die Strebewerke sind aus für die Region typischen rotem Sandstein.

## Ausstattung
In der Kirche sind als Monument historique eingestuft:
- Taufbecken, Marmor, 1789[4]
- Altar und Altarbild des Heiligen Herzens, Marmor, Tuff, Kalkstein, 1726[5]
- Hochrelief: Ruhm, Terrakotta, farbig gefasst, 18. Jahrhundert[6]
- Weihwasserbecken, Marmor, 18. Jahrhundert[7]
- Weihwasserbecken, Marmor, 1657[8]
- Hochaltar, 18. Jahrhundert[9]
- Rosenkranzaltar, 1650[10]